# Mittleres Reich

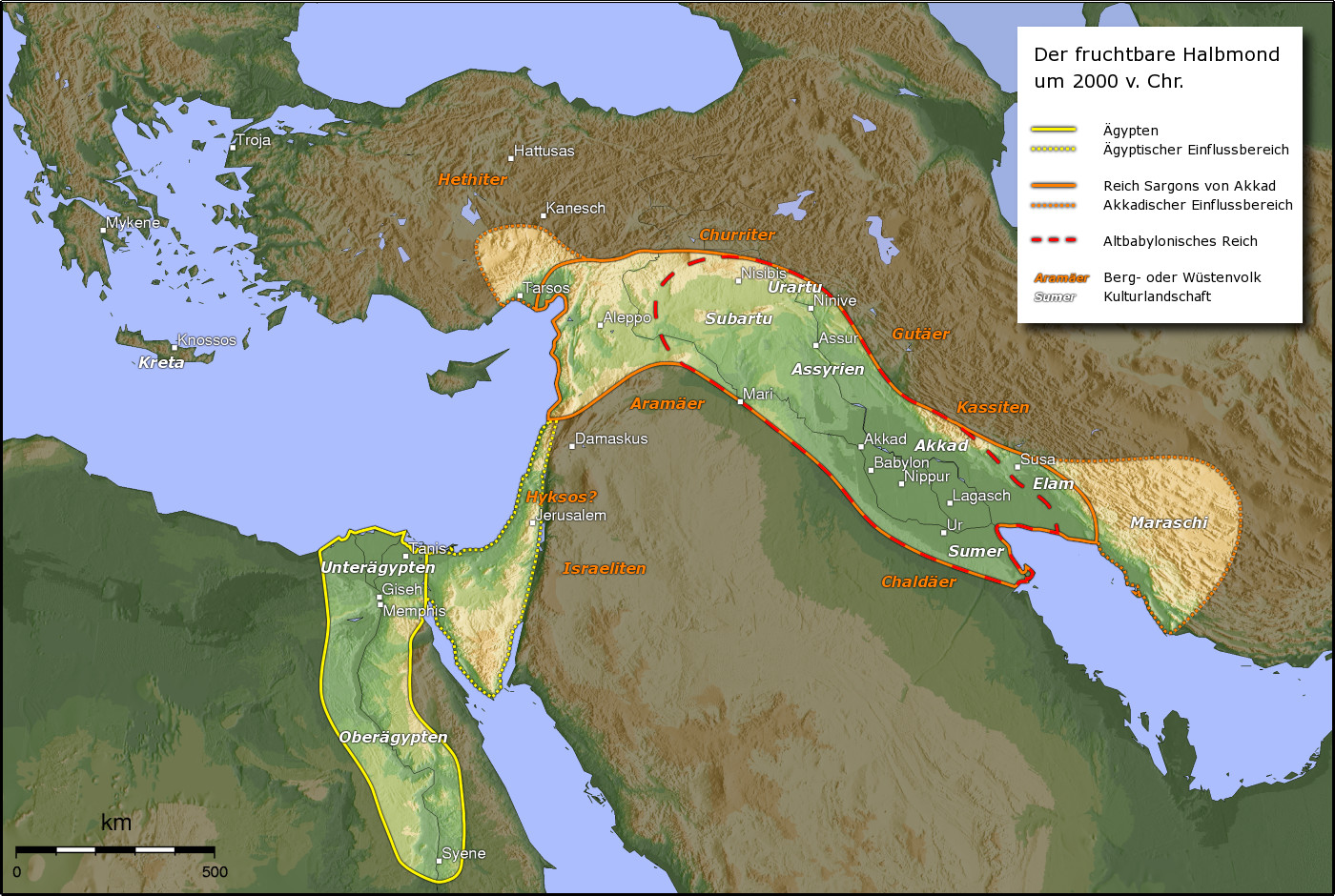
Die territorialen Verhältnisse um das Jahr 2000 v. Chr. im Vorderen Orient.

Das Mittlere Reich ist eine zentrale Epoche der altägyptischen Geschichte, die üblicherweise von etwa 2137 bis 1781 v. Chr. datiert wird, wobei einige Quellen einen Zeitraum von ca. 2040 bis 1782 v. Chr. angeben. Es folgt auf die politisch instabile Erste Zwischenzeit und wird von der Zweiten Zwischenzeit abgelöst. Diese Periode umfasst die späte 11. Dynastie (beginnend mit der Wiedervereinigung Ägyptens unter Mentuhotep II.) und die gesamte 12. Dynastie.
Das Mittlere Reich gilt als Zeit der politischen Konsolidierung und kulturellen Blüte, in der Ägypten nach einer Phase des Zerfalls wieder geeint wurde. Diese Wiedervereinigung wird insbesondere Mentuhotep II. zugeschrieben, der als zweiter Reichseiniger nach Menes gilt und Theben zur neuen Hauptstadt machte. Die Epoche wird häufig als „klassisches“ oder „Goldenes Zeitalter“ bezeichnet, da sie durch bedeutende Fortschritte in Kunst, Literatur, Wissenschaft und Architektur geprägt war.
Wirtschaftlich erlebte das Mittlere Reich eine Blütezeit, gekennzeichnet durch technische Innovationen, den Ausbau von Bewässerungssystemen und eine Wiederbelebung des Handels mit Nachbarregionen wie Nubien und der Levante. Besonders unter den Pharaonen der 12. Dynastie, wie Sesostris III. und Amenemhet III., erreichte Ägypten eine Phase großer Stabilität und Errungenschaften. Die Wasserregulierung am „Moeris-See“ unter Amenemhet III. erschloss neue landwirtschaftliche Flächen in der Oase Fayyum.
Diese Zeit brachte auch bedeutende literarische Werke hervor, die die ägyptische Kultur nachhaltig prägten und zur Entwicklung der klassischen mittelägyptischen Sprache beitrugen.

## Allgemeines
Für den Beginn der Datierung des Mittleren Reichs wird die Wiedervereinigung des Reiches unter Mentuhotep II. in der Mitte der 11. Dynastie angegeben. Trotzdem wird hier die komplette 11. Dynastie besprochen.
Durch den Zerfall des geeinten Ägypten zu Beginn der Ersten Zwischenzeit war die Macht auf einige Kleinkönige verteilt. Allerdings bildete sich am Ende der 10. Dynastie deren Vormachtstellung in Herakleopolis deutlich heraus. Gleichzeitig wuchs die Macht im Süden, als sich in Theben die 11. Dynastie etablierte.
Das Mittlere Reich wird oftmals auch als feudale Epoche bezeichnet. Tatsächlich gibt es kaum eine andere Periode in der ägyptischen Geschichte, in der man so viele Denkmäler auch in den abgelegensten Provinzen findet.
Das Mittlere Reich kann deutlich in zwei Abschnitte unterteilt werden:
- Das frühe Mittlere Reich (bis etwa Sesostris II.) ist noch stark von den Traditionen der Ersten Zwischenzeit geprägt. Die Pyramiden und Teile der Kunst orientieren sich am Alten Reich.

- Das späte Mittlere Reich (ab Sesostris III. bis in die 13. Dynastie) ist durch eine Zentralisierung des Landes gekennzeichnet. Das Herrscherbild zeigt nicht länger einen jungen idealisierten König (Pharao), sondern einen weisen, von Lebenserfahrung gekennzeichneten Herrscher. Die Sprache des Mittleren Reiches galt für die folgenden Epochen als klassisch.

## 11. Dynastie
Der Königspapyrus Turin nennt für die 11. Dynastie sieben Könige und eine siebenjährige weggelassene Zeit am Ende der 11. Dynastie. Als Gesamtregierungszeit werden 143 Jahre angegeben. Da Wolfgang Helck das Ende der 11. Dynastie auf 1994 v. Chr. ansetzte, ergab sich in Addition der 143 Jahre mit 2137 v. Chr. das erste Regierungsjahr der 11. Dynastie.
Die Reihenfolge der drei oder gar vier thebanischen Könige, die vor Mentuhotep II. geherrscht haben, ist bei den Ägyptologen noch umstritten, da über sie verschiedene Angaben existieren. So erscheint Mentuhotep I. auf der Königsliste von Karnak als Vorfahre von Antef I., während Mentuhotep II. nicht ihn als König nennt, sondern erst Antef I. (Relief vom Schatt Er-Rigal).
Die ersten Könige der 11. Dynastie verhalfen dem ägyptischen Süden zu immer mehr Bedeutung und es war nicht selten, dass Kämpfe mit den nördlichen Königshäusern der 9. und 10. Dynastie ausgefochten wurden. Auch als Mentuhotep II., der Sohn des Antef III., 2061 v. Chr. in Theben an die Macht kam, setzten sich diese Kämpfe fort. Die Reichseinigung wird um sein 39. Regierungsjahr gelegen haben, jedoch ist der genaue Zeitpunkt dieses Ereignisses nicht bekannt.
Sein Sohn Mentuhotep III. führte eine Expedition mit 3000 Mann durch den Wadi Hammamat zum Roten Meer. Von dort aus sandte er Schiffe in das Land Punt. Mentuhotep IV. scheint ein schwacher König gewesen zu sein, der möglicherweise von seinem Wesir Amenemhet, der wahrscheinlich identisch mit Amenemhet I. ist, um 1994 v. Chr. gestürzt wurde. Dieser wurde dann der Begründer der 12. Dynastie.

## 12. Dynastie

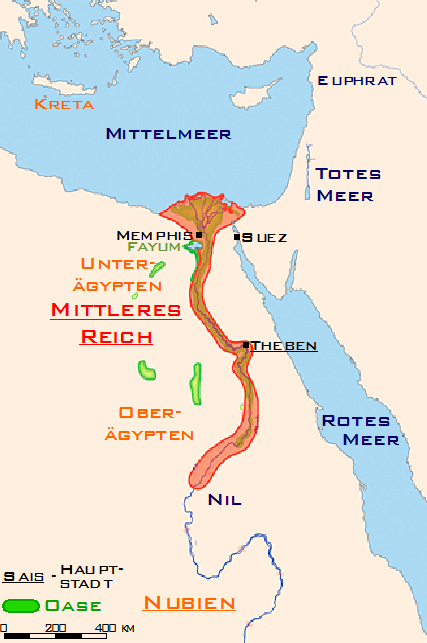
Ausdehnung des ägyptischen Reiches

Amenemhet I. war wahrscheinlich ein Mann aus dem thebanischen Volk. Mütterlicherseits soll er aus der Gegend um Elephantine stammen. Amenemhet I. stärkte die Macht seiner neu gegründeten Dynastie im ganzen Reich. Er verlegte die Hauptstadt nördlich nach Itj-taui. Amenemhet I. führte die Institution der sog. Mitregentschaft ein. Der alte König ernannte noch zu Lebzeiten einen Nachfolger, mit dem er zusammen regierte.
Sein Sohn Sesostris I. gilt als einer der größten Könige des Mittleren Reichs. Schon als Mitregent seines Vaters ab ca. 1975 v. Chr. leitete er Feldzüge nach Unternubien, das durch eine Reihe von Festungen gesichert wurde. Unter seiner Herrschaft konnten sich die Kunst und die Literatur in einer Blütezeit entwickeln. Sesostris I. baute systematisch an allen wichtigen Tempeln des Landes und ersetzte kleine oftmals aus Lehmziegeln erbaute Gebäude durch solche aus Stein.

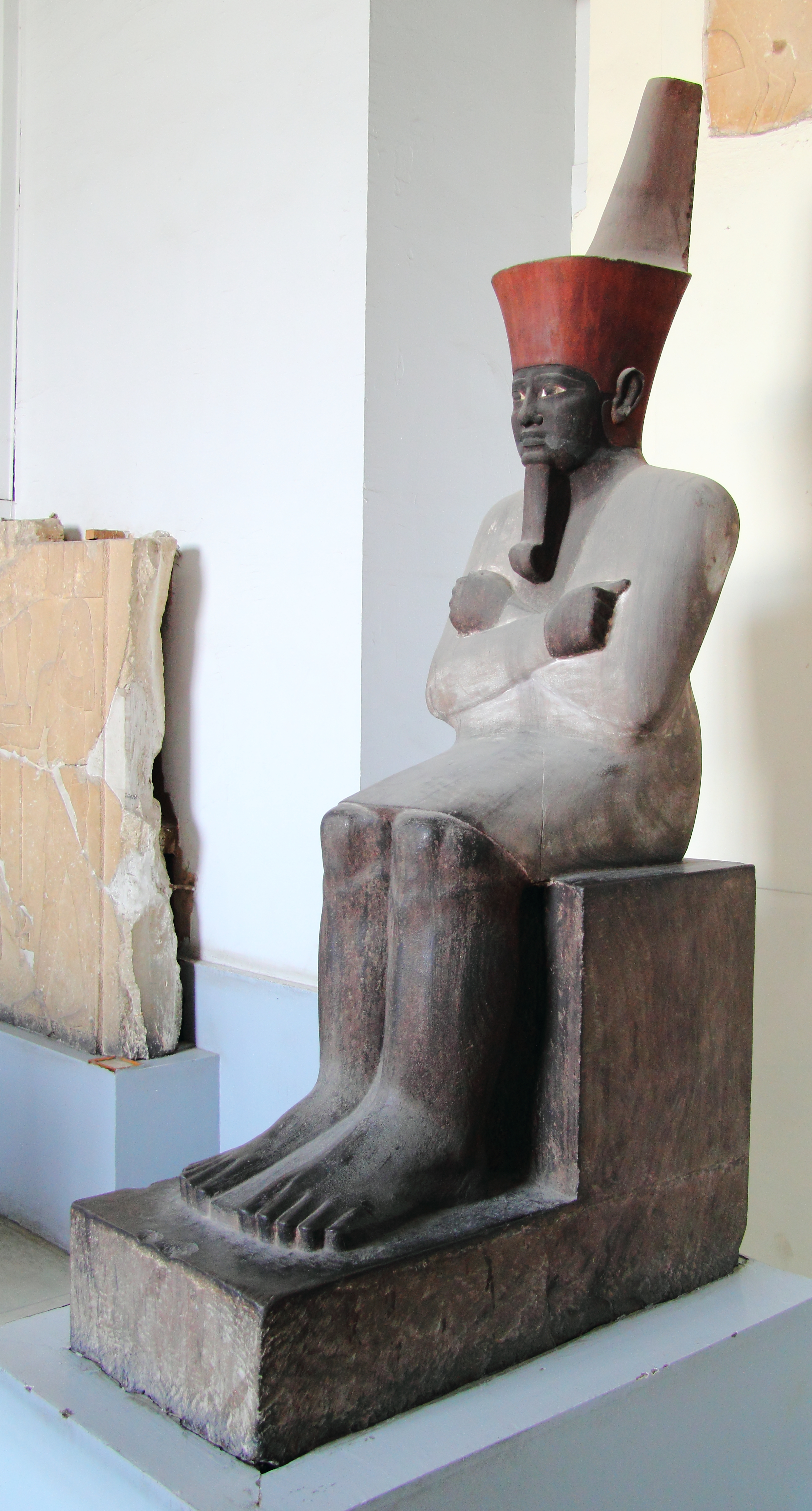
Ägyptisches Museum Kairo: Statue von Mentuhotep II., dem Gründer des Mittleren Reiches
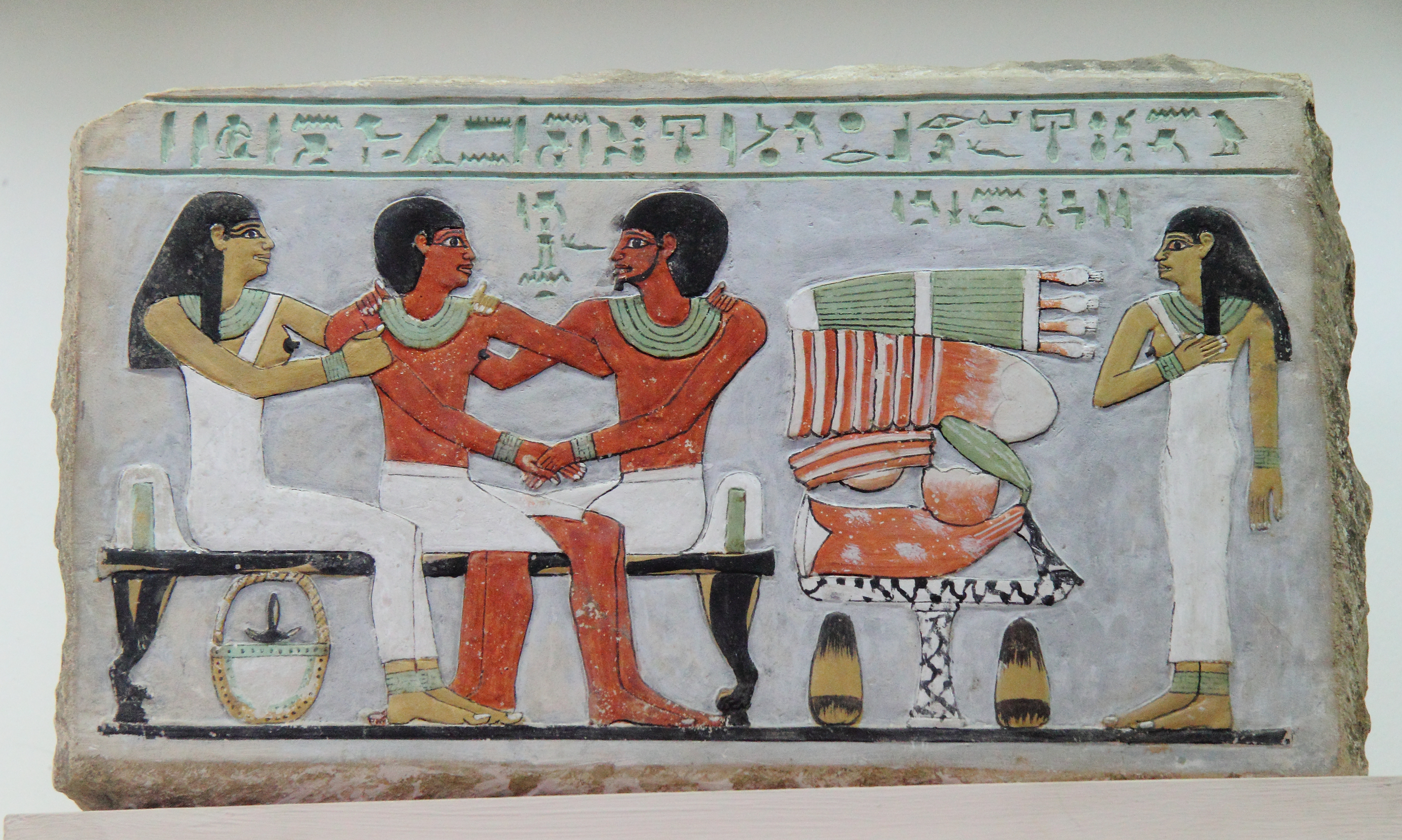
Grabstele des Beamten Amenemhet aus dem Mittleren Reich, dargestellt mit Frau, Sohn und Schwiegertochter
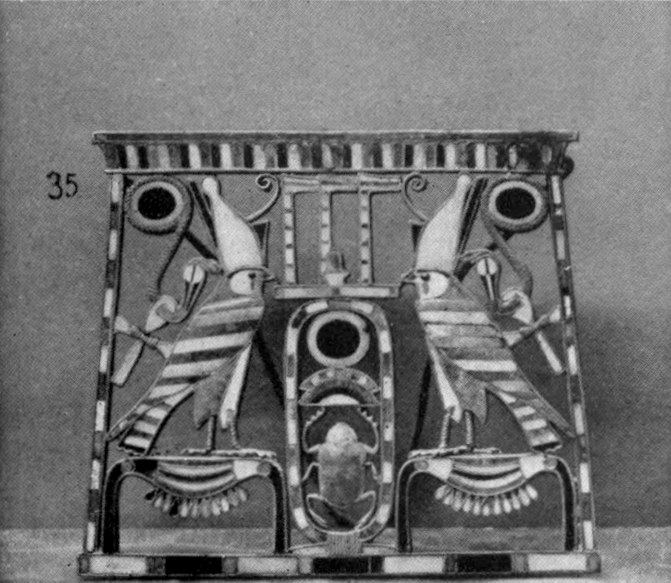
Pektoral aus der 12. Dynastie mit Darstellung des auf dem Zeichen für Gold (nebu – nbw) sitzenden Horus-Falken (siehe Goldname)

Sein Sohn Amenemhet II. ist vor allem durch einen in Memphis gefundenen Annalenstein bekannt, auf dem unter anderem Feldzüge nach Palästina erwähnt werden. Ansonsten ist seine Regierungszeit jedoch nicht sehr gut bezeugt. Sein Nachfolger Sesostris II. regierte wohl nur acht oder neun Jahre. Er erbaute seine Pyramide bei El-Lahun, was auf ein verstärktes Interesse des Königs am Fajum hindeutet. Der König begann damit, diese Flussoase systematisch zu erschließen. Sesostris III. galt im Bewusstsein der Ägypter als wohl bedeutendster König überhaupt. Herodot und Manetho berichten von zahlreichen Feldzügen, vor allem nach Asien. Diese Unternehmungen sind nur schlecht bezeugt, während seine Feldzüge nach Unternubien gut belegt sind. Das unterworfene Gebiet wurde weiter systematisch durch Festungen gesichert. Sesostris III. war möglicherweise auch innenpolitisch tätig. Die Macht der lokalen Fürsten wurde deutlich eingeschränkt.
Auch der folgende Pharao, Amenemhet III., regierte das Land mit starker Hand. Über seinen Nachfolger Amenemhet IV. und Königin Nofrusobek ist nicht sehr viel bekannt.
Das Ende des Mittleren Reiches und damit der Beginn der Zweiten Zwischenzeit wurde durch Thronstreitigkeiten, Zerteilung und durch das Eindringen der Hyksos hervorgerufen.